# Pachytella
Pachytella is een kevergeslacht uit de familie van de boktorren (Cerambycidae). De wetenschappelijke naam van het geslacht werd voor het eerst geldig gepubliceerd in 1969 door Heyrovsky.

## Soorten
Pachytella omvat de volgende soorten:
- Pachytella churkini Danilevsky, 2011
- Pachytella mongolica Heyrovský, 1969